# Engomer
Engomer (Angomèr en occitan) est une commune française, située dans l'ouest du département de l'Ariège en région Occitanie. Sur le plan historique et culturel, la commune fait partie du Couserans, pays aux racines occitanes structuré par le cours du Salat.
Exposée à un climat de montagne, elle est drainée par le Lez, le ruisseau d'Astien et par divers autres petits cours d'eau. Incluse dans le parc naturel régional des Pyrénées ariégeoises, la commune possède un patrimoine naturel remarquable : un site Natura 2000 (le « chars de Moulis et de Liqué, grotte d'Aubert, Soulane de Balaguères et de Sainte-Catherine, granges des vallées de Sour et d'Astien ») et une zone naturelle d'intérêt écologique, faunistique et floristique.
Engomer est une commune rurale qui compte 314 habitants en 2022, après avoir connu un pic de population de 964 habitants en 1841. Elle fait partie de l'aire d'attraction de Saint-Girons. Ses habitants sont appelés les Engomerois ou Engomeroises.

## Géographie
1. Carte dynamique
2. Carte Openstreetmap
3. Carte topographique
4. Carte avec les communes environnantes

Commune des Pyrénées située dans l'aire d'attraction de Saint-Girons, traversée par le Lez, affluent du Salat venu du versant nord des Pyrénées centrales, et par la route départementale 618, accès très prépondérant vers les vallées supérieures, Engomer constitue la porte d'entrée du Castillonnais. Elle fait partie de la communauté de communes Couserans - Pyrénées et du parc naturel régional des Pyrénées ariégeoises.
Les communes limitrophes sont  Balaguères, Castillon-en-Couserans, Cescau et Moulis.
| Balaguères |                        |        |
|            | Engomer                | Moulis |
| Cescau     | Castillon-en-Couserans |        |

### Géologie et relief
La commune est située dans les Pyrénées, une chaîne montagneuse jeune, érigée durant l'ère tertiaire (il y a 40 millions d'années environ), en même temps que les Alpes. Les terrains affleurants sur le territoire communal sont constitués de roches pour partie sédimentaires et pour partie métamorphiques datant du Cénozoïque, l'ère géologique la plus récente sur l'échelle des temps géologiques, débutant il y a 66 millions d'années. La structure détaillée des couches affleurantes est décrite dans les feuilles « no 1073 - Aspect » et « no 1074 - Saint-Girons » de la carte géologique harmonisée au 1/50 000ème du département de l'Ariège, et leurs notices associées.
La superficie cadastrale de la commune publiée par l’Insee, qui sert de références dans toutes les statistiques, est de 7,60 km2,. La superficie géographique, issue de la BD Topo, composante du Référentiel à grande échelle produit par l'IGN, est quant à elle de 7,64 km2. Son relief est particulièrement découpé puisque la dénivelée maximale atteint 672 mètres. L'altitude du territoire varie entre 448 m et 1 120 m.

### Hydrographie

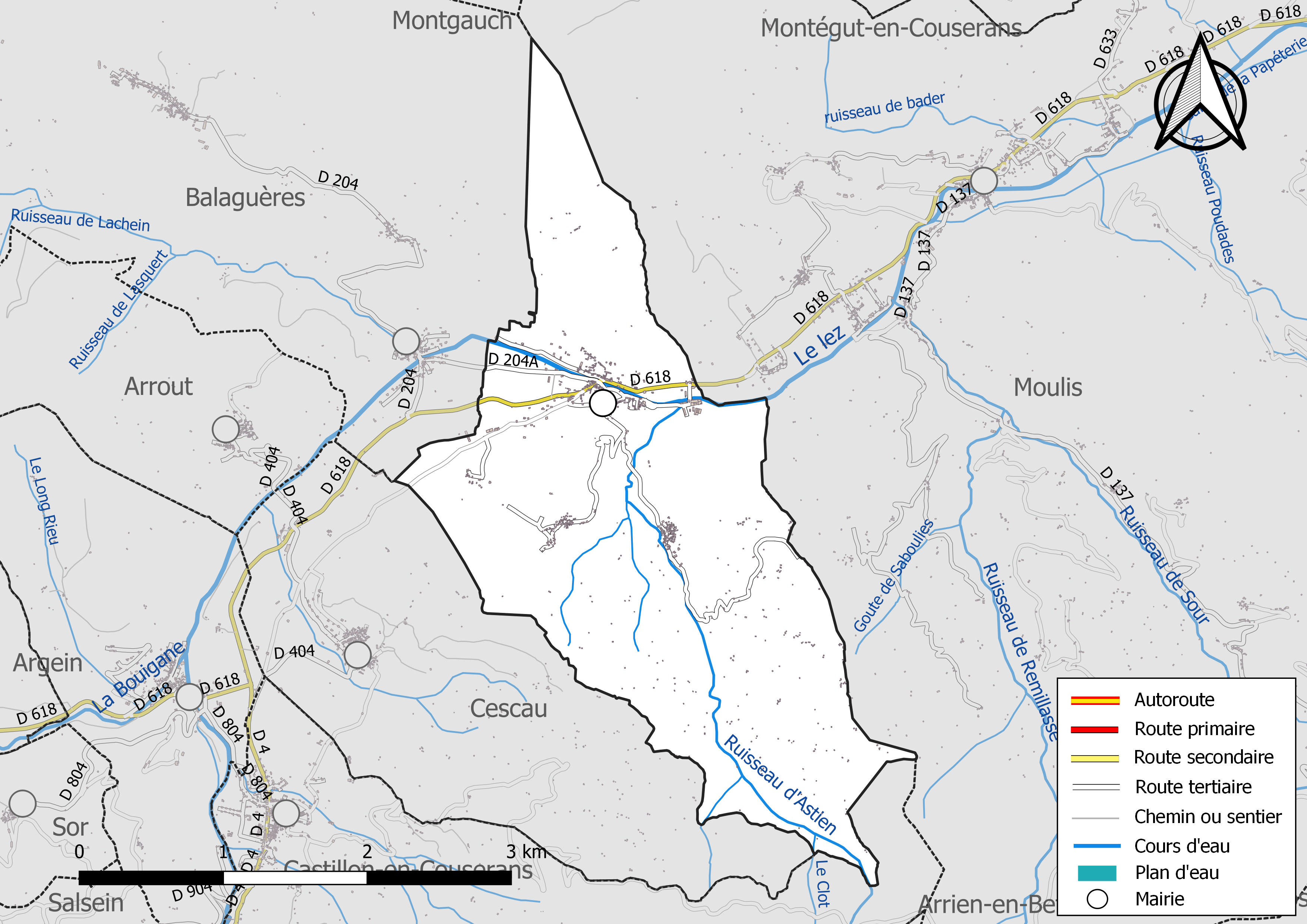
Réseaux hydrographique et routier d'Engomer.

La commune est dans le bassin versant de la Garonne, au sein du bassin hydrographique Adour-Garonne. Elle est drainée par le Lez, le ruisseau d'Astien, le Clot et par divers petits cours d'eau, constituant un réseau hydrographique de 9 km de longueur totale,.
Le Lez, d'une longueur totale de 35,8 km, prend sa source dans la commune de Sentein et s'écoule du sud-ouest vers le nord-est. Il traverse la commune et se jette dans le Salat à Saint-Girons, après avoir traversé 11 communes.

### Climat
Pour des articles plus généraux, voir Climat de l'Occitanie et Climat de l'Ariège.
En 2010, le climat de la commune est de type climat des marges montargnardes, selon une étude s'appuyant sur une série de données couvrant la période 1971-2000. En 2020, Météo-France publie une typologie des climats de la France métropolitaine dans laquelle la commune est exposée à un climat de montagne et est dans la région climatique Pyrénées centrales, caractérisée par une pluviométrie annuelle de 1 000 à 1 200 mm.
Pour la période 1971-2000, la température annuelle moyenne est de 11,2 °C, avec une amplitude thermique annuelle de 14,6 °C. Le cumul annuel moyen de précipitations est de 1 071 mm, avec 10,4 jours de précipitations en janvier et 7,2 jours en juillet. Pour la période 1991-2020, la température moyenne annuelle observée sur la station météorologique la plus proche, située sur la commune de Lorp-Sentaraille à 8 km à vol d'oiseau, est de 12,5 °C et le cumul annuel moyen de précipitations est de 973,2 mm,. Pour l'avenir, les paramètres climatiques de la commune estimés pour 2050 selon différents scénarios d'émission de gaz à effet de serre sont consultables sur un site dédié publié par Météo-France en novembre 2022.

## Urbanisme

### Typologie
Au 1er janvier 2024, Engomer est catégorisée commune rurale à habitat dispersé, selon la nouvelle grille communale de densité à 7 niveaux définie par l'Insee en 2022.
Elle est située hors unité urbaine. Par ailleurs la commune fait partie de l'aire d'attraction de Saint-Girons, dont elle est une commune de la couronne,. Cette aire, qui regroupe 70 communes, est catégorisée dans les aires de moins de 50 000 habitants,.

### Occupation des sols
L'occupation des sols de la commune, telle qu'elle ressort de la base de données européenne d’occupation biophysique des sols Corine Land Cover (CLC), est marquée par l'importance des forêts et milieux semi-naturels (56,1 % en 2018), une proportion sensiblement équivalente à celle de 1990 (56,5 %). La répartition détaillée en 2018 est la suivante : forêts (51,7 %), prairies (33,8 %), zones agricoles hétérogènes (5,8 %), milieux à végétation arbustive et/ou herbacée (4,5 %), zones urbanisées (4,3 %). L'évolution de l’occupation des sols de la commune et de ses infrastructures peut être observée sur les différentes représentations cartographiques du territoire : la carte de Cassini (XVIIIe siècle), la carte d'état-major (1820-1866) et les cartes ou photos aériennes de l'IGN pour la période actuelle (1950 à aujourd'hui).

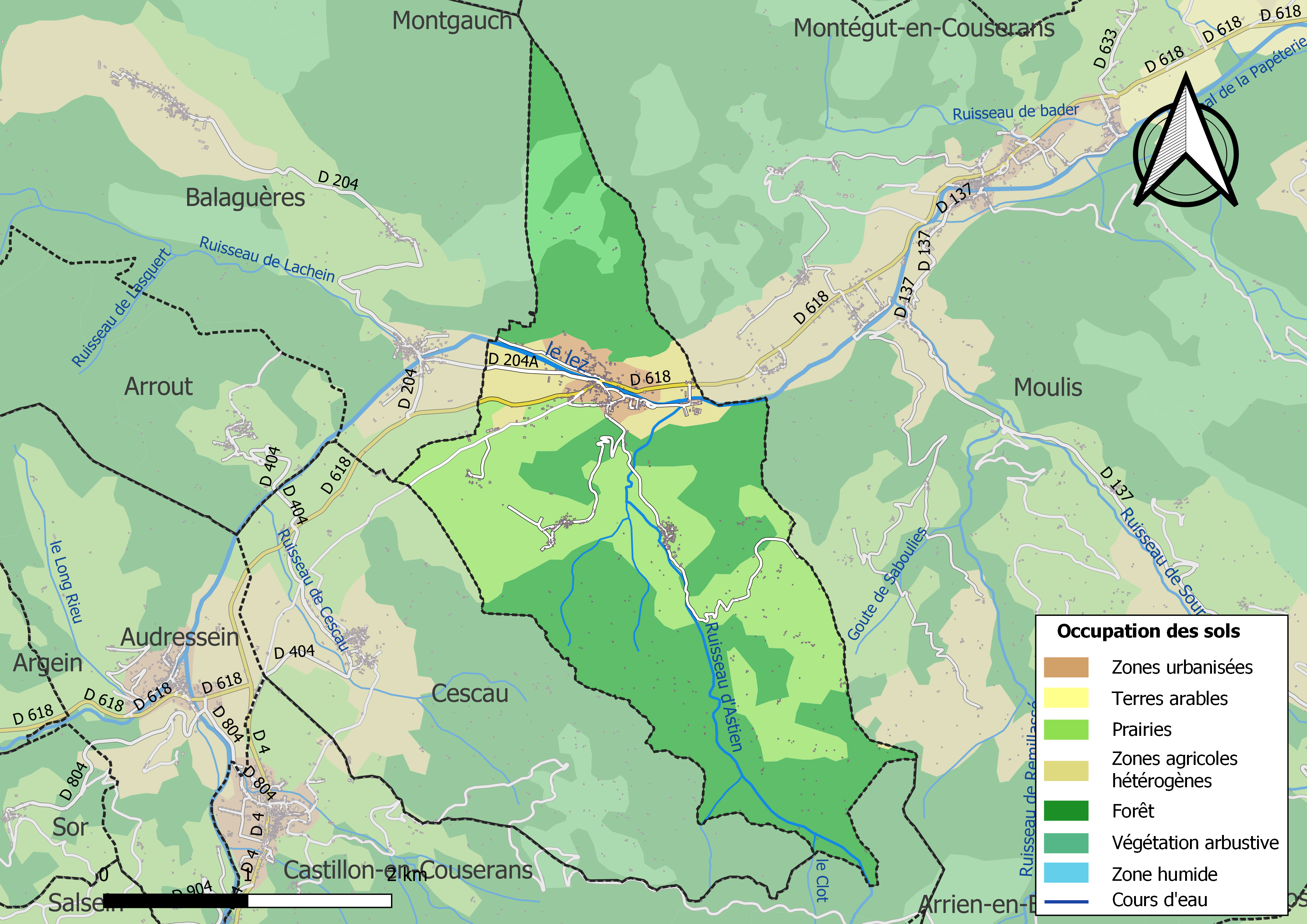
Carte des infrastructures et de l'occupation des sols de la commune en 2018 (CLC).

### Hameaux
Les hameaux d'Astien, Loutrein, Sansou sont constituants de la commune.

### Habitat et logement
En 2018, le nombre total de logements dans la commune était de 243, alors qu'il était de 237 en 2013 et de 246 en 2008.
Parmi ces logements, 58,8 % étaient des résidences principales, 25,5 % des résidences secondaires et 15,6 % des logements vacants. Ces logements étaient pour 90,6 % d'entre eux des maisons individuelles et pour 9,4 % des appartements.
Le tableau ci-dessous présente la typologie des logements à Engomer en 2018 en comparaison avec celle de l'Ariège et de la France entière. Une caractéristique marquante du parc de logements est ainsi une proportion de résidences secondaires et logements occasionnels (25,5 %) supérieure à celle du département (24,6 %) et à celle de la France entière (9,7 %). Concernant le statut d'occupation de ces logements, 70,7 % des habitants de la commune sont propriétaires de leur logement (73,2 % en 2013), contre 66,3 % pour l'Ariège et 57,5 % pour la France entière.
| Typologie                                               | Engomer | Ariège | France entière |
| ------------------------------------------------------- | ------- | ------ | -------------- |
| Résidences principales (en %)                           | 58,8    | 65,7   | 82,1           |
| Résidences secondaires et logements occasionnels (en %) | 25,5    | 24,6   | 9,7            |
| Logements vacants (en %)                                | 15,6    | 9,7    | 8,2            |

### Risques majeurs

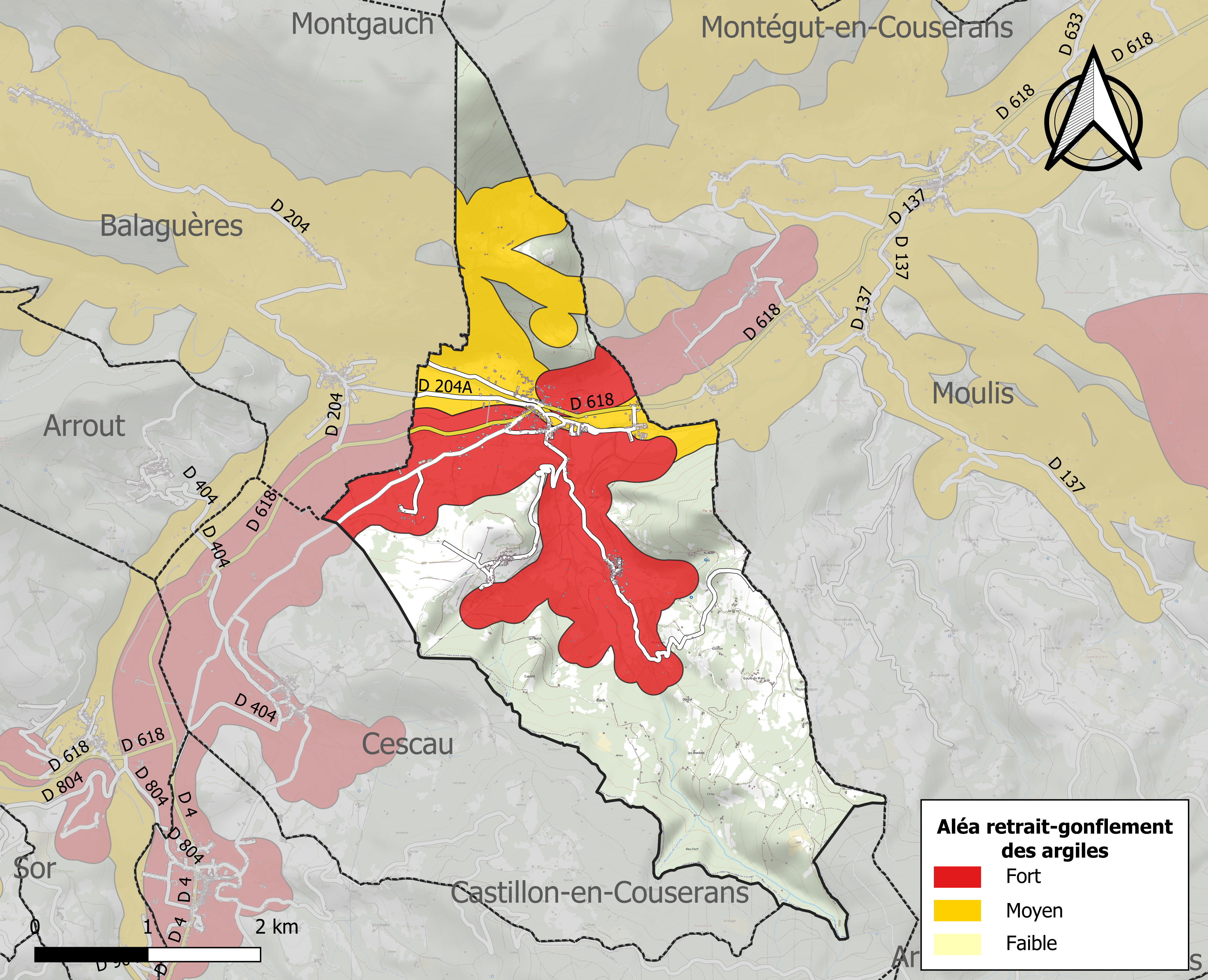
Zonage de l'aléa retrait-gonflement des argiles sur la commune d'Engomer.

Le territoire de la commune d'Engomer est vulnérable à différents aléas naturels : inondations, climatiques (grand froid ou canicule), feux de forêts, mouvements de terrains et séisme (sismicité modérée),.
Certaines parties du territoire communal sont susceptibles d’être affectées par le risque d’inondation par débordement, crue torrentielle d'un cours d'eau, ou ruissellement d'un versant.
Les mouvements de terrains susceptibles de se produire sur la commune sont soit des chutes de blocs, soit des glissements de terrains, soit des effondrements liés à des cavités souterraines, soit des mouvements liés au retrait-gonflement des argiles. Près de 50 % de la superficie du département est concernée par l'aléa retrait-gonflement des argiles, dont la commune d'Engomer. L'inventaire national des cavités souterraines permet par ailleurs de localiser celles situées sur la commune.

## Toponymie
Peut-être du nom de personne germanique Ingomares, attesté dans le Polyptyque de Wadalde (NPAG, I, 145a).
Le nom en occitan est Angomèr. Sur la carte de Cassini le village est appelé Angoumer, ce qui correspond à la prononciation occitane d'Angomèr.

## Histoire
Une forge à la catalane existait dès le Moyen Âge à l’entrée du village. En 1808, elle est transformée en fonderie pour fabriquer des boulets de canon pour la guerre d'indépendance espagnole. Environ 300 ouvriers y travaillaient en 1818. L'activité s'arrêta au milieu du XIXe.
Sous le Consulat et l’Empire, l’État reprend les forêts aux communes et en mai 1829, les besoins en charbon de bois des forges d’Engomer ont nettement contribué à la « Guerre des Demoiselles » qui commença dans le Castillonnais.
Engomer disposait d'au moins deux moulins. L'un d'eux est visible sur le site il fait actuellement l'objet d'une restauration. L'autre a été transformé en fromagerie.
Le tramway électrique de la ligne de Saint-Girons à Castillon et à Sentein a desservi la commune de 1911 à 1937.

## Politique et administration

### Découpage territorial
La commune d'Engomer est membre de la communauté de communes Couserans-Pyrénées, un établissement public de coopération intercommunale (EPCI) à fiscalité propre créé le 18 novembre 2016 dont le siège est à Saint-Lizier. Ce dernier est par ailleurs membre d'autres groupements intercommunaux.
Sur le plan administratif, elle est rattachée à l'arrondissement de Saint-Girons, au département de l'Ariège, en tant que circonscription administrative de l'État, et à la région Occitanie.
Sur le plan électoral, elle dépend du canton du Couserans Ouest pour l'élection des conseillers départementaux, depuis le redécoupage cantonal de 2014 entré en vigueur en 2015, et de la première circonscription de l'Ariège  pour les élections législatives, depuis le redécoupage électoral de 1986.

### Liste des maires
| Période                                  | Période  | Identité           | Étiquette | Qualité               |
| ---------------------------------------- | -------- | ------------------ | --------- | --------------------- |
| 1995                                     | 2001     | Pierre Ferré       |           |                       |
| mars 2001                                | 2008     | Édouard Bareille   |           |                       |
| mars 2008                                | 2014     | Joël Seille        |           |                       |
| mars 2014                                | mai 2020 | Rémy Toulza        |           | Cadre (secteur privé) |
| mai 2020                                 | En cours | Jean-Claude Le Hir |           | Ancien Cadre          |
| Les données manquantes sont à compléter. |          |                    |           |                       |

## Démographie
| 1793 | 1800 | 1806 | 1821 | 1831 | 1836 | 1841 | 1846 | 1851 |
| ---- | ---- | ---- | ---- | ---- | ---- | ---- | ---- | ---- |
| 738  | 640  | 666  | 707  | 869  | 918  | 964  | 944  | 889  |

| 1856 | 1861 | 1866 | 1872 | 1876 | 1881 | 1886 | 1891 | 1896 |
| ---- | ---- | ---- | ---- | ---- | ---- | ---- | ---- | ---- |
| 840  | 766  | 797  | 784  | 733  | 702  | 712  | 644  | 635  |

| 1901 | 1906 | 1911 | 1921 | 1926 | 1931 | 1936 | 1946 | 1954 |
| ---- | ---- | ---- | ---- | ---- | ---- | ---- | ---- | ---- |
| 600  | 581  | 537  | 512  | 503  | 385  | 510  | 439  | 386  |

| 1962 | 1968 | 1975 | 1982 | 1990 | 1999 | 2006 | 2007 | 2012 |
| ---- | ---- | ---- | ---- | ---- | ---- | ---- | ---- | ---- |
| 366  | 326  | 318  | 321  | 293  | 257  | 273  | 275  | 275  |

| 2017 | 2022 | - | - | - | - | - | - | - |
| ---- | ---- | - | - | - | - | - | - | - |
| 297  | 314  | - | - | - | - | - | - | - |

## Économie

### Revenus
En 2018, la commune compte 141 ménages fiscaux, regroupant 274 personnes. La médiane du revenu disponible par unité de consommation est de 18 680 € (19 820 € dans le département).

### Emploi
| Division       | 2008  | 2013   | 2018   |
| -------------- | ----- | ------ | ------ |
| Commune        | 9 %   | 10,4 % | 10,2 % |
| Département    | 8,9 % | 11,1 % | 11,2 % |
| France entière | 8,3 % | 10 %   | 10 %   |

En 2018, la population âgée de 15 à 64 ans s'élève à 169 personnes, parmi lesquelles on compte 71,2 % d'actifs (61 % ayant un emploi et 10,2 % de chômeurs) et 28,8 % d'inactifs,. En 2018, le taux de chômage communal (au sens du recensement) des 15-64 ans est inférieur à celui du département, mais supérieur à celui de la France, alors qu'en 2008 il était supérieur à celui du département.
La commune fait partie de la couronne de l'aire d'attraction de Saint-Girons, du fait qu'au moins 15 % des actifs travaillent dans le pôle,. Elle compte 89 emplois en 2018, contre 80 en 2013 et 66 en 2008. Le nombre d'actifs ayant un emploi résidant dans la commune est de 106, soit un indicateur de concentration d'emploi de 83,9 % et un taux d'activité parmi les 15 ans ou plus de 49,7 %.
Sur ces 106 actifs de 15 ans ou plus ayant un emploi, 35 travaillent dans la commune, soit 33 % des habitants. Pour se rendre au travail, 85,8 % des habitants utilisent un véhicule personnel ou de fonction à quatre roues, 1,9 % les transports en commun, 9,4 % s'y rendent en deux-roues, à vélo ou à pied et 2,9 % n'ont pas besoin de transport (travail au domicile).

### Activités hors agriculture
22 établissements sont implantés à Engomer au 31 décembre 2019. Le tableau ci-dessous en détaille le nombre par secteur d'activité et compare les ratios avec ceux du département,.
Le secteur du commerce de gros et de détail, des transports, de l'hébergement et de la restauration est prépondérant sur la commune puisqu'il représente 31,8 % du nombre total d'établissements de la commune (7 sur les 22 entreprises implantées à Engomer), contre 27,5 % au niveau départemental.
Au lieu-dit la Forge, se trouve une entreprise papetière fondée en 1895 par Léon-Alexandre Martin et toujours gérée par la famille. Avec une quarantaine d'employés, les papeteries Léon Martin produisent des papiers spéciaux de faibles grammages (18 g au m²) susceptibles d'être personnalisés et proposés notamment à des clients prestigieux en France et pays limitrophes. Certifiée ISO 9001 et Imprim'Vert, produisant sur site 60 % de son électricité, ayant une politique environnementale exemplaire en matière de gestion des déchets et effluents, l’entreprise a été lauréate en 2012 du Grand Prix « entreprise familiale » lors de la 4e édition des Grands Prix de l’économie Objectifnews.
Au village se trouve une fromagerie artisanale qui fabrique depuis 1979 "L'estive", fromage de vache de type Bethmale élaboré dans la tradition des Pyrénées centrales. Elle est couplée à un atelier de produits alimentaires (millas, raviolis, aligot) et à une boutique.
"La Ferme du Mountagnol" propose cueillette des petits fruits et confitures, coulis, sirops à base de plantes et de fruits et aussi jus de pommes et crème de châtaignes..

### Agriculture
La commune fait partie de la petite région agricole dénommée « Région pyrénéenne ». En 2010, l'orientation technico-économique de l'agriculture  sur la commune est l'élevage d'ovins et de caprins.
|                                   | 1988 | 2000 | 2010 |
| --------------------------------- | ---- | ---- | ---- |
| Exploitations                     | 31   | 15   | 13   |
| Superficie agricole utilisée (ha) | 451  | 517  | 443  |

Le nombre d'exploitations agricoles en activité et ayant leur siège dans la commune est passé de 31 lors du recensement agricole de 1988 à 15 en 2000 puis à 13 en 2010, soit une baisse de 58 % en 22 ans. Le même mouvement est observé à l'échelle du département qui a perdu pendant cette période 48 % de ses exploitations. La surface agricole utilisée sur la commune a également diminué, passant de 451 ha en 1988 à 443 ha en 2010. Parallèlement la surface agricole utilisée moyenne par exploitation a augmenté, passant de 15 à 34 ha.

## Vie pratique
Outre son école primaire, son bureau de poste, le café du coin, sa salle des fêtes, son marché de producteurs du dimanche matin organisé par Les fermes buissonnières, la commune compte plusieurs commerces en son centre dont un café-restaurant. Également, une épicerie associative gérée par des bénévoles a été créée en 2012, financée par un appel à souscription auprès des consommateurs et citoyens de la commune et des alentours; elle propose des produits locaux, une large gamme de produits issus de l'agriculture biologique et des produits de grande distribution.

## Lieux et monuments
- Église Saint-Saturnin (XIXe siècle)

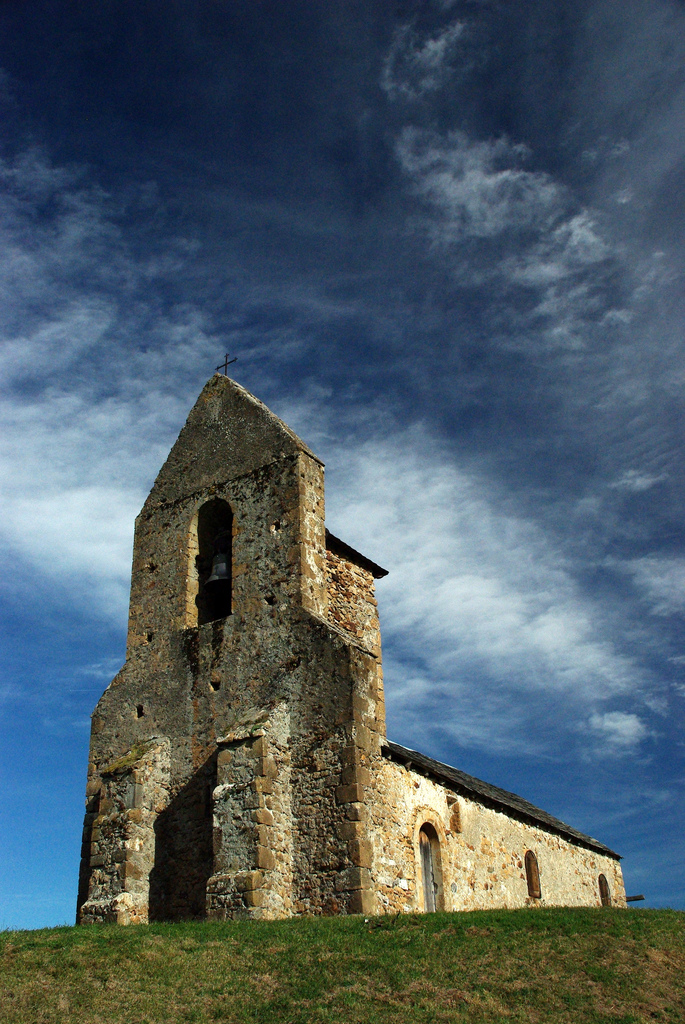
la Chapelle Saint-Michel à Loutrein.

- Chapelle Saint-Michel datant du XVe siècle et inscrite à l'inventaire des monuments historiques en 1995. Une association a été créée pour la connaissance et la restauration de cet édifice..
- Château au village.

## Personnalités liées à la commune
- Léon-Alexandre Martin (1873-1934), industriel, fondateur en 1895 des Papeteries Léon Martin.
- Charles de Jurquet de la Salle (1914-1969), pilote de guerre, enterré au vieux cimetière.
- Arielle Burgelin de Hugo, muse d'Helmut Newton, mannequin, chanteuse et poète[48]. Fille de Béatrice de Jurquet, poétesse.
- Pierre Vabre (1972), professeur des écoles, a reçu le prix littéraire du Voyage extraordinaire GÉO en 2011 pour son roman Le Petit Homme.

## Pour approfondir